# Pageas
Pageas är en kommun i departementet Haute-Vienne i regionen Nouvelle-Aquitaine i västra Frankrike. Kommunen ligger i kantonen Châlus som tillhör arrondissementet Limoges. År 2022 hade Pageas 639 invånare.

## Befolkningsutveckling
Antalet invånare i kommunen Pageas
| Referens: INSEE |